# Cheias de 1967 na região de Lisboa
As cheias de 1967 na região de Lisboa foram causadas por fortes chuvas na madrugada de 25 para 26 de Novembro de 1967. Causaram cerca de 700 mortes e a destruição de 20 mil casas, constituindo a pior catástrofe na região lisboeta desde o grande sismo de 1755. 
Apesar da gravidade da tragédia, as cheias e as suas consequências foram sub-noticiadas, devido às fortes limitações impostas pela censura do Estado Novo. Foi igualmente impedida a contabilização completa de mortes e estragos. 

## As condições meteorológicas
Na madrugada de 25 para 26 de novembro de 1967, fruto de uma depressão meteorológica que percorreu todo o Vale do Tejo, precipitação intensa e concentrada provocou cheias em toda a região de Lisboa, atingindo sobretudo os concelhos de Loures — do qual fazia parte na altura o actual concelho de Odivelas, que foi afectado nas freguesias à época de Póvoa de Santo Adrião, Olival Basto e Odivelas  —,  Vila Franca de Xira e Arruda dos Vinhos. A precipitação destas fortes chuvadas equivaleu a um quinto da precipitação anual. Na estação meteorológica da Gago Coutinho no concelho de Lisboa foram registados 115.6 mm de precipitação num período de apenas 24 horas e na de São Julião do Tojal no concelho de Loures 111 mm em apenas 5 horas (entre as 19h e as 24h de dia 25 de novembro).
Várias causas contribuíram para a gravidade das cheias: as bacias hidrográficas da região lisboeta têm áreas reduzidas e tempos de resposta curtos (2 horas); a drenagem tinha sido dificultada pela construção ao longo dos cursos de água, pela falta de limpeza dos rios e ribeiras, e, em muitos pontos, pela canalização subterrânea com dimensão insuficiente.

## Destruição e mortes
As inundações, associadas às precárias condições de habitação e à falta de ordenamento, causaram cerca de 700 mortos e deixam milhares de pessoas sem abrigo, e destruíram casas, estradas e pontes. A título de exemplo aponta-se o seguinte número de mortos:
- Arruda dos Vinhos: 12 mortos;
- Vila Franca de Xira: 204 mortos.

## Reacção do Estado e censura

### Mobilização da sociedade civil
O estado foi incapaz de dar o apoio adequado às vítimas. Ocorreu então uma mobilização da sociedade civil, nomeadamente de estudantes e de associações católicas. Recorda Mariano Gago:
"... com as cheias de 1967 e com a participação na movimentação dos estudantes de Lisboa no apoio às populações (morreram centenas de pessoas na área de Lisboa e isso era proibido dizer-se). Só as Associações de Estudantes e a Juventude Universitária Católica é que estavam no terreno a ajudar as pessoas a tirar a lama, a salvar-lhes os pertences, juntamente com alguns raros corpos de bombeiros e militares. Talvez isso, tenha sido um dos primeiros momentos de mobilização política da minha geração."

## As cheias na Imprensa
50 anos depois podem-se rever os vários jornais que cobriram este acontecimento: Diário de Lisboa , Diário Popular , República , Flama  e Século Ilustrado .